# László Sárosi (Fußballspieler)
László Sárosi (* 27. Februar 1932 in Budapest; † 2. April 2016 ebenda) war ein ungarischer Fußballspieler und -trainer. Als Aktiver ausschließlich für Vasas Budapest spielend und auch Teilnehmer an den Fußball-Weltmeisterschaften 1958 und 1962, coachte er später die ungarische Jugendnationalmannschaft sowie auf Vereinsebene unter anderen VSE Haladás, den SC Volán und MTK Budapest.

## Spielerkarriere

### Vereinskarriere
László Sárosi wurde am 27. April 1932 in der ungarischen Hauptstadt Budapest geboren und spielte seit seiner Jugend für Vasas Budapest. Zwischen 1949 und 1964 spielte Sárosi schließlich in der ersten Ligamannschaft des Vereins. Zusammen mit Akteuren wie Dezső Bundzsák, Béla Kárpáti oder Kálmán Mészöly war er Teil einer Art „Goldener Generation“ in der Geschichte von Vasas Budapest. Zwischen 1957 und 1966 gewann der Verein binnen neun Jahren fünf seiner insgesamt sechs ungarischen Meisterschaften. Lászlo Sárosi war bei allen fünf Titelgewinnen Teil der jeweiligen Mannschaft von Vasas Budapest. Der erste Meistertitel überhaupt in der Vereinsgeschichte gelang 1957. In diesem Jahr beendete man die Nemzeti Bajnokság auf dem ersten Tabellenplatz mit einem Vorsprung von einem Punkt auf MTK Hungária FC. Allerdings war diese Spielzeit als Übergangssaison von Austragung im Kalenderjahr hin zur Austragung von Sommer zu Sommer anzusehen, sodass nur elf Saisonspiele absolviert wurden und siebzehn Punkte zur Meisterschaft reichten. Im Jahr darauf landete Vasas nur auf dem fünften Platz. Auch in den Spielzeiten 1958/59 und 1959/60 konnte Vasas Budapest nicht ins Meisterrennen eingreifen. 1960/61 wurde man dann allerdings wieder Meister der ersten ungarischen Fußballliga. Mit vier Zählern Vorsprung auf Újpesti Dózsa sicherte man sich den zweiten Meistertitel der Vereinsgeschichte. Dieser berechtigte zur Teilnahme am Europapokal der Landesmeister 1961/62, wo man jedoch bereits in der ersten Runde mit 1:5 nach Hin- und Rückspiel an Real Madrid scheiterte. Als Titelverteidiger in die Saison gestartet, konnte Vasas Budapest die Meisterschaft in der Saison 1961/62 verteidigen. Erneut war Újpest der erste Verfolger, der Abstand auf den Lokalrivalen betrug diesmal nur zwei Punkte. Erneut qualifizierte sich Vasas damit für den Europapokal der Landesmeister und erreichte diesmal nach einem Erfolg über Fredrikstad FK aus Norwegen die zweite Runde, wo man im Entscheidungsspiel dem niederländischen Vertreter Feyenoord Rotterdam unterlag. Es dauerte nun bis 1965, ehe Vasas erneut Meister wurde. In der Spielzeit 1965 – der Ligamodus wurde wieder auf das Kalenderjahr umgestellt – ließ man Ferencváros Budapest mit drei Punkten hinter sich. Ein Jahr später konnte der Titel verteidigt werden, diesmal mit einem Vorsprung von sieben Zählern auf Ferencváros. Da Vasas Budapest die Teilnahme am Europapokal der Landesmeister 1965/66 verwehrt wurde, nahm Lászlo Sárosi allerdings kein drittes Mal am Europapokal teil. Nach der Meisterschaft von 1966 dauerte es schließlich bis 1977, ehe der Verein seinen sechsten und bis heute letzten Meistertitel erringen konnte.
Lászlo Sárosi gewann mit seinem Verein zudem einmal den ungarischen Fußballpokal. In der Saison 1955, der ersten Ausgabe des Turniers seit drei Jahren, besiegte Vasas Budapest im Endspiel Honvéd Budapest mit 3:2, was sowohl den ersten Sieg überhaupt im ungarischen Pokal als auch den ersten wichtigen Titel der Vereinsgeschichte für den Klub bedeutete. Lászlo Sárosi spielte insgesamt bis 1964 für Vasas Budapest, ehe er seine fußballerische Laufbahn im Alter von 32 Jahren beendete.

### Nationalmannschaft
Zwischen 1956 und 1965 brachte es Lászlo Sárosi auf insgesamt 46 Länderspiele im Trikot der ungarischen Fußballnationalmannschaft. Ein Torerfolg gelang dem Abwehrspieler dabei nicht. Sárosi war Teil der ungarischen Nationalmannschaft nach dem verlorenen Endspiel von Bern und damit während der Phase des schleichenden Niedergangs des magyarischen Fußballs. Zwar nahm er an zwei Weltmeisterschaften teil, ein ernsthafter Erfolg war aber nicht zu verbuchen. Seine erste Fußball-Weltmeisterschaft erlebte Sárosi 1958 in Schweden, wo er schon absoluter Stammspieler im Team von Trainer Lajos Baróti war, das noch mit einigen Größen der Goldenen Elf gespickt war. Das Aus kam jedoch als amtierender Vizeweltmeister bereits nach der Vorrunde als Dritter in der Gruppe hinter Schweden und Wales sowie vor Mexiko. Vier Jahre später in Chile stand Lászlo Sárosi erneut im ungarischen Aufgebot, war Stammspieler und fungierte sogar zeitweise als Kapitän. Diesmal erreichte Ungarn als Gruppenerster vor England, Argentinien und Bulgarien das Viertelfinale, wo man schließlich der Tschechoslowakei mit 0:1 unterlegen war und ausschied. Eine weitere Weltmeisterschaftsteilnahme erreichte Lászlo Sárosi nicht.
Allerdings nahm er mit der ungarischen Nationalmannschaft im Herbst seiner Laufbahn noch an der Fußball-Europameisterschaft 1964 in Spanien teil. Nach einer Halbfinalniederlage gegen den Gastgeber erspielte sich das ungarische Team im „kleinen Finale“ durch ein 3:1 nach Verlängerung gegen Dänemark den dritten Platz. Lászlo Sárosi spielte bei der Europameisterschaft nur das Halbfinale, während er im Spiel um Platz drei nicht eingesetzt wurde.

## Trainerkarriere
Nach dem Ende seiner Laufbahn als aktiver Fußballspieler wurde Lászlo Sárosi Fußballtrainer, arbeitete in dieser Funktion allerdings nicht so erfolgreich wie als Spieler. Nach einer kurzen Station bei VSC Debrecen im Jahre 1968 trainierte Sárosi zwischen 1971 und 1974 die Jugend der ungarischen Fußballnationalmannschaft. Danach war er von 1974 bis 1979 verantwortlich für die sportlichen Erfolge bei VSE Haladás. Mit dem traditionellen Fahrstuhlverein hielt er vier Jahre lang die Klasse, 1979 musste jedoch der Gang in die Nemzeti Bajnokság II angetreten werden, woraufhin sich die Wege von Trainer und Verein nach fünf Jahren trennten. Danach coachte Sárosi zwei Jahre lang die Mannschaft des SC Volán.
In der Folge wurden die Trainerstationen kürzer und zugleich weniger erfolgreich. So war Sárosi von 1982 bis 1983 Trainer von MTK Budapest, 1985 kurz von Ferencváros Budapest, von 1987 bis 1988 erneut beim SC Volán und 1990 bis 1991 bei seiner letzten Station überhaupt ein zweites Mal Übungsleiter in Szombathely. Von 1985 bis 1986 hatte er seine einzige Auslandsstation beim kuwaitischen Klub Al-Nasr SC.

## Erfolge
- Ungarische Meisterschaft: 5×
1957, 1960/61, 1961/62, 1965 und 1966 mit Vasas Budapest
- Ungarischer Pokalsieg: 1×
1955 mit Vasas Budapest
- Mitropapokal: 4×
1956, 1957, 1962 und 1965 mit Vasas Budapest